# Roberto Villamarín
Roberto Villamarín (Pisco, Provincia de Pisco, Perú, 25 de septiembre de 1996) es un futbolista peruano. Juega de lateral derecho y su equipo actual es Deportivo Binacional de la Liga 2 de Perú. Fue internacional absoluto con la selección peruana en 2022.

## Trayectoria
Roberto Villamarín comenzó su carrera en las divisiones menores de Alianza Lima, perteneciendo al plantel de la reserva en el año 2015.
Para el año 2016 se marchó a jugar a la Universidad Técnica de Cajamarca, donde debutó profesionalmente el 16 de julio de 2016 contra la Universidad César Vallejo bajo el mando de Franco Navarro, en un encuentro que finalizó con empate de 1-1. El 25 de julio de 2017, durante el encuentro que su club perdió por 2-1 contra Real Garcilaso, marcó el descuento al minuto 90. Ese fue, a su vez, el primer gol de su trayectoria. Durante el Campeonato Descentralizado 2017, logró convertirse en una de las principales figuras de su equipo, llegando a la final del Torneo de Verano 2017, donde perderían frente a F. B. C. Melgar en definición por penales.

### Atlas FC
Luego de un buen Campeonato Descentralizado, a inicios de 2018 estuvo a prueba en México, en el Atlas de Guadalajara. Fue el técnico José Guadalupe Cruz quien aceptó su contratación, siendo así que el 17 de enero de 2018 firmó contrato con el Atlas de Guadalajara. Debutó el 27 de febrero durante la victoria de 1-0 sobre Veracruz en el Estadio Luis "Pirata" Fuente. Solo jugó dos partidos por la Copa MX, sin tener oportunidad de jugar en la Liga. Casi todo el semestre jugó por la sub-20 del Atlas.

### Alianza Lima
El 20 de junio de 2018 fichó por Alianza Lima con un contrato por dos años con opción de compra. Su debut se produjo en el empate ante la Academia Deportiva Cantolao por un marcador de 1-1, ingresando por Hansell Riojas en el minuto 59. Su primer gol con la mica blanquiazul se produjo en la victoria ante Ayacucho por un marcador de 1-0.
En el año 2019 fichó por Carlos A. Mannucci. Debutó en la tercera fecha en la derrota 0-1 ante Real Garcilaso. Disputó ocho partidos marcando dos goles. Fue fichado por Ayacucho Fútbol Club, con el cual disputó las temporadas 2020 y 2021, teniendo buenas temporadas, disputando el título nacional con los zorros.

### Universitario de Deportes
Con lo zorros jugó 52 partidos y marcó 5 goles. A finales del 2021, fichó por Cusco Fútbol Club, pero rescindió contrato un mes después luego que la resolución del TAS enviara al club cusqueño a la Liga 2. Luego de resolver su contrato y quedar libre, fichó por Universitario de Deportes para toda la temporada 2022. Su debut oficial con la camiseta crema se dio en la primera fecha del torneo local frente a la Academia Deportiva Cantolao, partido que terminó 3-0 a favor del equipo merengue. Jugó la Copa Libertadores 2022 frente a Barcelona, sin embargo, su club perdió la llave en la segunda ronda del torneo. Luego de un Torneo Apertura irregular en su rendimiento, rescindió con la «U», jugando un total de 9 partidos.

### Deportivo Binacional
En la temporada 2023 descendió de categoría, al quedar antepenúltimo en la tabla acumulada del torneo con Deportivo Binacional.
A mediados del 2024 fichó por Unión Comercio, club con el que descendería a final de temporada, siendo su segundo descenso consecutivo.

## Selección nacional
Hizo su debut oficial con la selección absoluta el 19 de noviembre de 2022 ante Bolivia.

## Clubes
| Club                       | País   | Año         | PJ  | Goles | Asist. |
| -------------------------- | ------ | ----------- | --- | ----- | ------ |
| Univ. Técnica de Cajamarca | Perú   | 2016 - 2017 | 45  | 3     | 1      |
| Atlas                      | México | 2018        | 2   | 0     | 0      |
| Alianza Lima               | Perú   | 2018        | 15  | 1     | 0      |
| Carlos A. Mannucci         | Perú   | 2019        | 9   | 3     | 0      |
| Ayacucho F. C.             | Perú   | 2020 - 2021 | 52  | 6     | 6      |
| Universitario de Deportes  | Perú   | 2022        | 9   | 0     | 0      |
| Carlos A. Mannucci         | Perú   | 2022        | 17  | 0     | 2      |
| Binacional                 | Perú   | 2023        | 20  | 2     | 3      |
| Total                      | Total  | Total       | 169 | 15    | 12     |

## Palmarés

### Títulos nacionales
| Título          | Club           | País | Año  |
| --------------- | -------------- | ---- | ---- |
| Torneo Clausura | Ayacucho F. C. | Perú | 2020 |